# Манастир Беочин
Манастир Беочин (на сръбски: Манастир Беочин) е един от фрушкогорските манастири в Сърбия.

## Игуменки
- Екатерина Радосавлевич, (1965–2019)
- Варвара Радосавлевич, (2019–днес)